# Huernia nouhuysii
Huernia nouhuysii är en oleanderväxtart som beskrevs av Frans Verdoorn. 
Huernia nouhuysii ingår i släktet Huernia och familjen oleanderväxter. Inga underarter finns listade i Catalogue of Life.